# 真行寺千佳子
真行寺 千佳子（しんぎょうじ ちかこ、1952年12月8日 - ）は、日本の生物学者。専門は細胞生理学。特に精子のべん毛運動の研究の成果は高く評価されている。学位は、博士（理学）（東京大学・論文博士・1992年）。東京大学大学院理学系研究科生物科学専攻准教授を経て、東京農工大学客員教授。

## 来歴
1952年、東京都生まれ。父は外科医。祖父も医師。雙葉中学校・高等学校を卒業後、東京大学理科二類に進学。1976年3月、東京大学理学部生物学科卒業。1978年12月、同大学大学院理学系研究科博士課程中退。1979年1月から東京大学理学部生物学科（動物学教室）助手。1992年、東京大学より博士（理学）の学位（論文博士）を取得。1995年、東京大学大学院理学系研究科生物科学専攻助教授、2007年、同准教授。1999年4月から2000年3月まで東京大学総長補佐。2018年4月より、東京農工大学大学院工学府客員教授。
博士課程在学中に結婚したが、のちに離婚、子供はいない。
2002年、第22回猿橋賞、日本動物学会賞を受賞。